# Sanguisorba
Sanguisorba es un género de hierbas perennes o pequeños arbustos perteneciente a la familia Rosaceae, nativo de las regiones templadas del Hemisferio Norte.

## Características
Los tallos alcanzan los 50-200 cm de altura, con un grupo basal de hojas y el resto dispuestas alternativamente a lo largo del tallo. Las hojas son pinnadas, de 5-30 cm de largo, con 7-25 foliolos con  márgenes serrados. Las flores son pequeñas, producidas en densos grupos de 5-20 mm de largo, cada flor tiene cuatro pétalos muy pequeños, de color blanco a rojo.

## Taxonomía
Sanguisorba fue descrita por Carlos Linneo y publicado en Species Plantarum 1: 116–117, en el año 1753. La especie tipo es: Sanguisorba officinalis L.
Etimología
El nombre Sanguisorba deriva, probablemente, de la palabra latina sanguis refiriéndose a su capacidad hemostática.

## Especies
- Sanguisorba alpina
- Sanguisorba annua
- Sanguisorba applanata
- Sanguisorba canadensis
- Sanguisorba diandra
- Sanguisorba dodecandra
- Sanguisorba filiformis
- Sanguisorba hakusanensis
- Sanguisorba menendezii
- Sanguisorba minor
- Sanguisorba obtusa
- Sanguisorba officinalis
- Sanguisorba stipulata
- Sanguisorba tenuifolia
- Sanguisorba verrucosa